# 박찬주 (1958년)
박찬주(朴贊珠, 1958년 10월 17일 ~ )는 대한민국의 전 군인이다.

## 생애
육군사관학교 37기 출신으로, 대표적인 동기로는 박지만이 있다. 이상희 국방부장관의 군사보좌관 등을 지냈고 기갑 병과에서 최초로 대장 진급에 성공한 장군이다. 제41대 제2작전사령관을 지냈다가, 공관병 갑질 관련 논란이 불거지면서 불명예 전역했다. 현역 대한민국 육군 대장으로서는 2번째로 수사기관에 피의자로 입건된 기록이 있다. 이 과정에서 국방부는 박찬주를 현역 군인 신분으로 수사하기 위해서 대장 계급으로서는 이례적으로 연구관이라는 보직을 줬다. 참고로 장교는 사병이나 부사관과는 달리 보직이 없으면 제대해야 하며, 연구관이라는 보직은 아무 임무도 수행하지 않는 보직으로 담당할 보직은 없는데 전역할 때까지 기간이 남은 영관급 이상의 군인에게 부여하는 보직이다.

### 주요 근무
박찬주는 2013년 4월 24일부터 2014년 10월 16일까지 경기도 이천시 장호원읍에서 육군 제7기동군단장을, 2014년 10월 17일부터 2015년 9월 15일에는 충청남도 계룡시에서 육군본부 참모차장을, 2015년 9월 16일에서 2017년 8월 8일까지는 대구광역시 수성구 만촌동에서 육군 제2작전사령관을 각 역임하였다.

### 예편 후

#### 사고방식 문제
갑질 논란에 대해 무혐의 처분 이후 전역하면서 후배 장교 및 장성들을 대상으로 "정치가들이 평화를 외칠 때 오히려 전쟁의 그림자가 한 걸음 더 가까이 다가왔다는 각오를 가져야 한다"라며 "힘이 뒷받침 되지 않은 평화는 진짜 평화가 아니며 전쟁을 각오하면 전쟁을 막을 수 있다"는 내용의 전역사를 남겼다. 또한 군의 철저한 정치적 중립성을 강조했고, 선배들 혹은 동기인 이상희 장군, 김관진 장군, 이재수 장군을 언급하며 존경의 의사표시를 하였다. 문재인 정부가 추진한 적폐 청산에 대해 "적폐가 아니라 우리 사회의 주류에 대한 청산"이라고 지적하면서, "군복의 명예가 더럽혀진 게 가장 괴로웠다"며 "국가 권력이 '육사 죽이기'를 하면서 현역 대장인 나를 표적으로 삼았다"고 했다.

#### 정치 진출 시도
예편 후 정계에 입문한 그는 2020년에 열리는 21대 총선거를 앞두고 자유한국당에 입당한 후, 고향에 출마 의사를 밝혔으나 컷오프됐다. 2020년 7월 28일에 미래통합당 충남도당 위원장으로 선임됐다.

## 부부의 공관병 대상 갑질
박찬주와 전성숙은 2013년 가을 경부터 2016년 가을 경까지 제7기동군단장 및 제2작전사령관 공관에서 각 부대 소속 공관병 7명에게 수차례에 걸쳐 공관에 있던 모과나무에서 모과를 채취하여 모과청을, 감나무에서 감을 따서 감말랭이와 곶감을 만들도록 하였다.
2016년 가을 경에는 제2작전사령관 공관에서 공관병들 원 모와 송 모에게 모과 100개를 칼로 썰어 모과청을 만들게 하였다.
2013년 4월 경에서 2017년 7월 중순 경까지 박찬주와 전성숙은 제7기동군단장 및 육군참모차장, 제2작전사령관 공관에서 각 부대 소속 공관병들 10명에게 수차례에 걸쳐 자신들의 가족 및 손님 방문시 비비큐 파티를 준비하게 하고, 박찬주와 전성숙의 아들과 그 친구들의 잠자리 준비 및 옷 세탁을 하도록 하였다.
2015년 12월 중순 경에서 2017년 7월 중순 경까지 박찬주와 전성숙은 제2작전사령관 소속 운전 부사관인 최 모와 전속부관인 김 모로 하여금 수차례에 걸쳐 공군 제11전투비행단 항공정비전대에서 군 복무 중인 자신들의 자녀 박○○(둘째 자녀), 민간인인 박○○(첫째 자녀)의 이동을 위해서 박찬주의 개인 승용차를 운전하게 하였다.
2014년 4월 경에서 2015년 8월 경까지 박찬주와 전성숙은 제7기동군단장·육군참모차장 공관에서 각 부대 소속 공관병 5명에게 호출용 손목시계를 24시간 채워 수시로 호출하였다.
박찬주와 전성숙은 2015년 9월 경에서 2017년 7월 경 제2작전사령관 공관에서 공관병 3명에게 음식준비 등이 마음에 들지 않는다는 이유로 "네 엄마가 너 휴가 나가면 이런 식으로 차려 주냐"라는 취지로 말하여 각 공관병들의 어머니에 대하여 모욕적인 언사를 하였다.
2014년 11월 경에서 2017년 7월 경 박찬주와 전성숙은 육군본부 참모차장·제2작전사령관 공관에서 공관병 5명들에게 수회에 걸쳐 공관병들의 의사에 반하여 주말에 교회에 나가도록 종용하였다.
2014년 2월 경에서 2017년 7월 경 제7기동군단장·육군본부 참모차장·제2작전사령관실 공관에서 박찬주와 전성숙은 공관병 4명에게 특별한 사유 없이 "정신 나갔네, 미쳤네, 너 같은 것이 무슨 요리냐, 머리는 장식이냐"라고 과도하게 질책하였다.
2014년 2월 경에서 2017년 7월 경까지 박찬주와 전성숙은 제7기동군단장·육군본부 참모차장·제2작전사령관실 공관에서 공관병 6명에게 새벽 5시에 기상하며 다음날 새벽까지 박찬주의 새벽운동 준비, 식사준비, 공관 관리 등 과중한 노동을 시켰다.
2013년 4월 경에서 2017년 7월 중순 경 박찬주는 제7기동군단장·육군참모차장·제2작전사령관 공관에 있는 골프연습장에서 골프 연습을 하면서 각 부대 소속 공관병 9명들에게 그 골프공을 줍도록 지시하였다.
2014년 4월 경에서 5월 경 박찬주의 처 전성숙은 제7기동군단장 공관 조리병 박 모에게 '너 같은 것이 요리사냐, 머리는 장식이냐, 머리를 뽑아 교체해주고 싶다'라고 말하였다.
2016년 8월 3일 육군 제2작전사령관 공관에서 박찬주의 처 전성숙은 공관병 원 모에게 신발주머니를 던졌다.
2016년 6월 경 박찬주의 처 전성숙은 육군 제2작전사령관 공관 주방에서 조리병인 엄 모의 조리 과정이 마음에 들지 않는다며 부엌칼을 빼앗아 허공으로 휘두르고 도마에 쾅쾅 내리치면서 엄 모에게 "멍청하다, 바보다"라고 말하며 위협하였다.
군인권센터는 박 사령관 부부의 갑질 의혹을 폭로했고, 송영무 국방장관의 지시로 국방부는 박 사령관 부부, 공관병, 공관장 등 10여명을 상대로 조사를 벌였다.
국방부는 "손목시계 타입의 호출벨 착용하기, 칼은 휘두르지 않았으나 도마를 세게 내려친 사실, 뜨거운 떡국의 떡을 손으로 떼어내기, 골프공 줍기, 자녀 휴가시 사령관의 개인 소유 차량을 운전부사관이 운전하여 태워 준 행위, 군 복무 중인 자녀의 휴가 기간 박 사령관 개인 차량을 운전 부사관이 운전해 태워주도록 한 것, 텃밭 농사를 시킨 것 등은 사실로 밝혀졌다"고 전했다. 박 사령관 부인이 공관병의 요리를 탓하며 부모를 모욕한 것, 전을 집어던진 것, 박 사령관 아들의 빨래를 시킨 것 등은 사령관 부인과 관련 병사들의 진술이 엇갈렸지만, 다수 병사들의 진술이 일치해 사실인 것으로 판단했다고 국방부는 설명했다.

## 본인 및 아내의 범죄 논란

### 처의 폭행 및 감금
2019년 4월 26일 대전지방검찰청 논산지청은 박찬주 대장의 처 전 모씨를 폭행, 감금 혐의로 불구속 기소했다.
전씨는 2014년 5월~6월 사이에 제7기동군단장 공관 주방에서 공관 조리병 박○○이 토마토를 잘못 관리하여 상했다며 "썩은 토마토는 우리한테 주지 말고 너나 먹으라"고 소리치면서 그 썩은 토마토를 집어던져 박○○의 몸 부위를 스치게 하였다(폭행). 2014년 여름 경 제7기동군단장 공관 주방에서는 조리한 음식이 마음에 들지 않는다며 물컵의 물을 박○○의 얼굴에 뿌리고, 팔뚝과 등을 손바닥으로 때렸다(폭행).
전씨는 2015년 2월 말경 육군 참모차장 공관 주방에서 천혜향의 관리를 잘못하여 곰팡이가 생겼다며 천혜향을 집어던져 공관 조리병 김○○의 팔 부위에 맞추었다(폭행).
전씨는 2015년 4월 육군 참모차장 공관 2층 거실에서 자신이 호출벨을 눌렀는데도 공관 관리병 이○○이 늦게 왔다며 "굼벵이 새끼도 아니고 왜 이렇게 늦게 오냐. 한번만 더 늦게 오면 너는 영창이야"라고 소리치면서 호출벨을 집어던져 이○○의 몸 부위에 맞추었다(폭행). 2015년 5월 육군 참모차장 공관에서는 냉장고에 넣어둔 부침개를 자신의 둘째 아들인 박모에게 챙겨주지 않았다며 "내가 이거 챙겨주라고 하지 않았느냐"고 소리치며 부침개가 들어있던 봉지를 집어던져 이○○의 얼굴에 맞추었다.
전씨는 2015년 가을 무렵 자신이 키우던 화초가 냉해를 입자 공관 관리병 이○○에게 “너도 똑같이 빨개 벗겨놓고 물 뿌려서 밖에 두면 얼어죽지 않겠느냐”고 말한 뒤 이○○을 발코니 밖에 세워두고 문을 잠가 1시간 동안 안으로 들어오지 못하게 했다(감금).
2022년 6월 15일 대전지방법원 형사항소5부는 원심판결을 파기하고 박찬주의 처 전 모씨에게 벌금 400만원을 선고했다.

### 본인 및 처의 공관병 대상 직권남용 등 논란
국방부 검찰단은 공관병 갑질에 대한 직권남용 혐의는 법적 처벌 대상이 아니라며 무혐의 처분했다. 또한 부인과 관련된 혐의는 민간 검찰로 이첩해 처리할 예정이라고 밝혔다. 이후 박 전 대장은 민간 법원인 수원지법에서 재판을 받아왔고, 수원지검은 공관병 갑질 부분에 대한 재수사에 착수하였다. 그리고 수원지법은 박 대장을 보석시켰다.
2019년 4월 26일 수원지방검찰청은 박찬주의 군형법위반, 부정청탁및금품등수수의금지에관한법률위반, 업무상횡령, 절도, 직권남용권리행사방해, 폭행 혐의에 대해 불기소 처분하였다. 같은 일 박찬주의 처 전성숙의 군형법위반, 절도, 직권남용권리행사방해, 특수협박, 폭행, 모욕 혐의에 대해도 불기소처분했다.
검사는 박찬주의 군형법위반, 부정청탁및금품등수수의금지에관한법률위반, 업무상횡령, 절도, 직권남용권리행사방해 혐의는 증거불충분하여 혐의없음, 폭행 혐의는 공소권없음 이유로 불기소하였다. 처 전성숙의 군형법위반, 직권남용권리행상방해 혐의는 범죄 인정되지 아니하여 혐의없음, 절도 혐의는 증거불충분하여 혐의없음, 특수협박 혐의는 참고인중지, 폭행, 모욕 혐의는 공소권없음 이유로 불기소하였다.
직권남용 권리행사방해 및 군형법상 가혹행위 등 혐의에 대해 불기소 처분한 수원지방검찰청은 직권남용 권리행사 방해죄는 형식적·외형적으로 자신의 직무 범위 내에서 그 권한을 남용해서 시켰냐는 게 구성요건인데, GOP에서 근무한 피해 공관병들은 국방부 운영지원과가 인사권자이므로 박 대장의 직무범위 밖이므로 구성요건에 해당하지 않는다는 것이다. 또한 박 전 대장이 공관병들에게 폭행이나 얼차려를 시키지는 않았다.

### 본인 및 처의 모과 절도 논란
박찬주와 전성숙은 2013년 가을 경에서 2016년 가을 경까지 제7기동군단장·제2작전사령관 공관에서 각 부대 소속 공관병 총 7명에게 수회에 걸쳐 그 부대 내에 식재된 모과나무에서 각 부대 소유의 모과를 따게 하였다.
박찬주와 전성숙의 위 사실은 절도 죄로 고발되었으나, 2019년 4월 26일 수원지방검찰청은 증거불충분하여 혐의 없다고 불기소 처분하였다.
검찰은 <군관사및전세금대부사업운영 훈령>에 의하면 공관사용은 민사상 무상임대차에 준하는 법률관계가 적용되며, 임대차계약에서 임차인은 임차목적물에 대하여 사용·수익권을 보유하고, 이는 임차목적물에 부합된 물건에 대해서도 미친다고 할 것인데, 모과는 모두 각 공관에 식재된 모과나무에 열린 열매로서, 이는 공관의 이용을 위해 부합된 물건으로, 박찬주와 처의 공관에 대한 사용·수익권은 모과나무와 그 과실에게도 미친다고 할 것이므로 절도죄가 성립한다고 볼 수 없다고 보았다.

### 터키 출장시 처에 대한 경비 지원 횡령 의혹
2015년 5월 25일부터 2015년 5월 31일까지 7일간 박찬주는 '제8차 한-터키 육군회의' 참석을 위해 터키로 해외 출장하였고, 처 전성숙이 동행하였다. 이 과정에서 사용한 전성숙의 항공운임, 숙식비 등 액수 미상의 여행 경비를 공금으로 사용함으로써 이를 횡령한 의혹이 제기되었고, 박찬주는 업무상횡령 죄로 고발되었다. 검찰 수사 결과 처에 대한 항공료가 국가 예산으로 지급되었으며, 나머지 숙식비·식비 등 체류비는 터키 측에서 부담한 사실이 확인되었고 박찬주는 증거불충분하여 범죄혐의없음 처리되었다.

### 뇌물 수수 의혹
박 대장은 2014년에 고철업자에게 2억 2천만 원을 빌려준 뒤 7개월 동안 이자 명목으로 5천만 원을 받기로 했다. 군 검찰은 이를 통상 이자보다 과도한 이자로 판단했다. 박 대장은 또 군 사업과 관련해 편의를 봐주는 대가로 이 고철업자로부터 항공료와 호텔비, 식사비 등 760여만 원의 향응·접대를 받은 혐의를 받고 있다. 2작전사령관 재직 당시 부하 중령으로부터 특정 부대의 대대장으로 발령내달라는 청탁을 받고 사단 보직심의 결과를 변경해 해당 부대 대대장 보직 발령을 낸 혐의 또한 있다. 이상의 혐의로 군 검찰은 박 대장을 기소하였다.
그런데 대법원은 2017년 12월 박 전 대장의 주장을 받아들여 군사법원에서 진행되던 박 전 대장의 재판을 주거지 인근 법원으로 이송하도록 하였고, 이 사건 재판은 2018년 1월부터 수원지법에서 이루어지게 되었다. 2018년 7월 검찰은 박찬주 전 육군 대장에게 징역 5년에 벌금 1억 원을 구형했다. 2018년 9월, 1심을 맡은 수원지방법원은 징역 4개월에 집행유예 1년을 선고했고, 벌금 400만 원과 뇌물로 인정한 액수에 해당하는 184만 원의 추징을 명령했다.
그러나 2019년 4월, 2심을 맡은 서울고등법원에서는 1심을 뒤집고 뇌물수수 혐의에 대해 무죄를 선고했다. 다만 청탁금지법 위반 혐의는 유죄로 판단하고 벌금 400만 원을 선고했다.

## 경력
- 국방부 군사보좌관
- 제26사단장
- 합동참모본부 신연합방위추진단장
- 제7군단장
- 육군참모차장
- 제2작전사령관
- 2020.07 ~ 2020.09 미래통합당 충청남도당 위원장
- 2020.08 ~ 2020.09 미래통합당 충청권 협의체 회장
- 2020.09 ~ 2021.08 국민의힘 충청남도당 위원장
- 2020.09 ~ 국민의힘 충청권 협의체 회장
- 2021.03 ~ 2021.04 : 국민의힘 4·7재보궐선거 서울시장 보궐선거 선거대책위원회 명예선대본부장
- 국민의힘 국책자문위원회 부위원장
- 바른군인권연구소 전문위원장
- 2021.10 ~ 2021.11 : 국민의힘 홍준표 제20대 대통령 선거 예비후보 jp희망캠프 충청남도 선거대책위원장
- 2022.01 : 앞서가는시민들의모임 발기인
- 2023.09 ~ : 민주평화통일자문회 충남지역회의 부의장